# Mine de Spence
Pour les articles homonymes, voir Spence.
 (mars 2025).
La mine de Spence est une mine à ciel ouvert de cuivre située au Chili, dans le désert d'Atacama. Elle appartient à BHP Billiton.